# Aerangis citrata
Aerangis citrata är en orkidéart som först beskrevs av Louis Marie Aubert Du Petit-Thouars och fick sitt nu gällande namn av Rudolf Schlechter. 
Aerangis citrata ingår i släktet Aerangis och familjen orkidéer. Artens utbredningsområde är Madagaskar. Inga underarter finns listade i Catalogue of Life.

## Bildgalleri

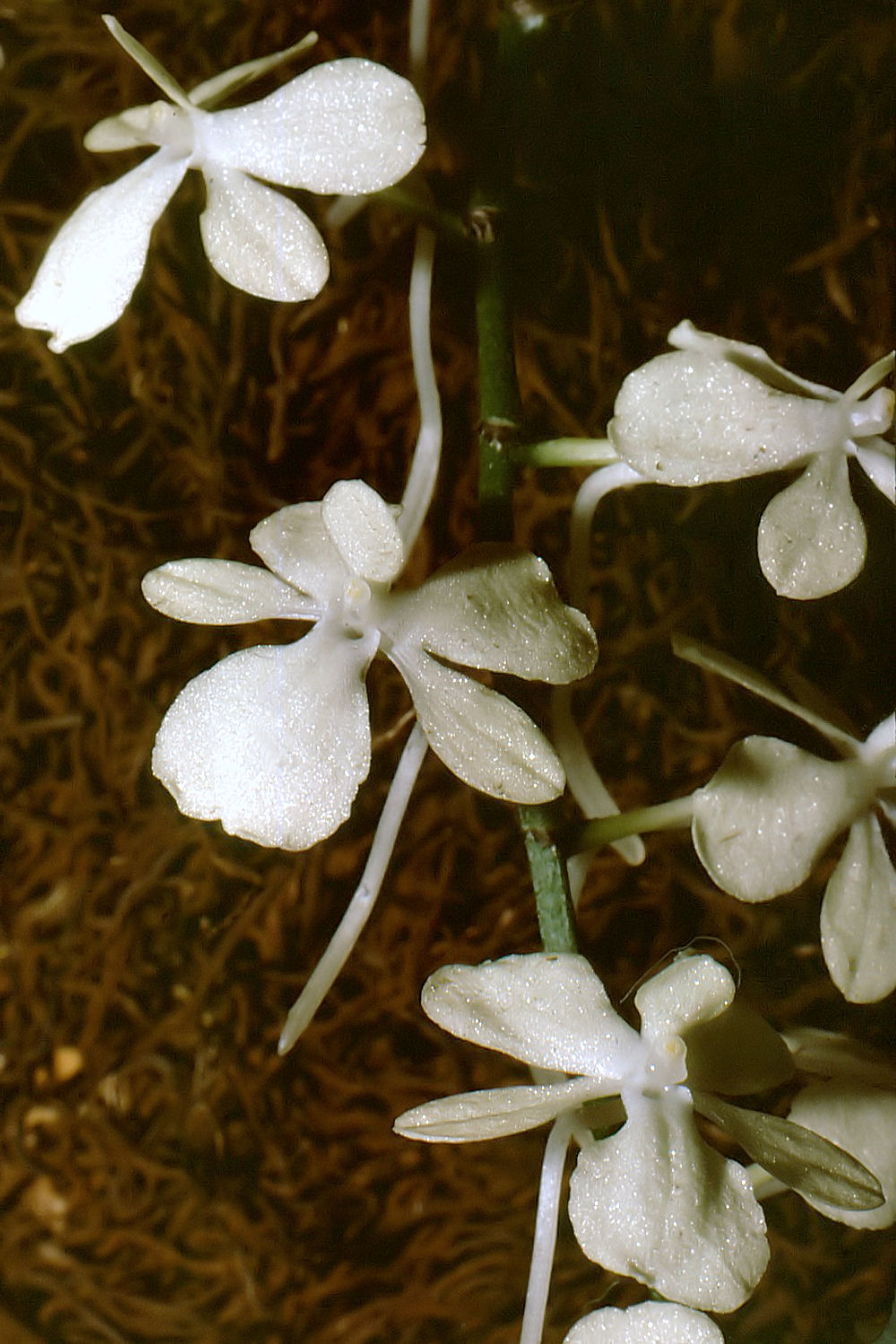
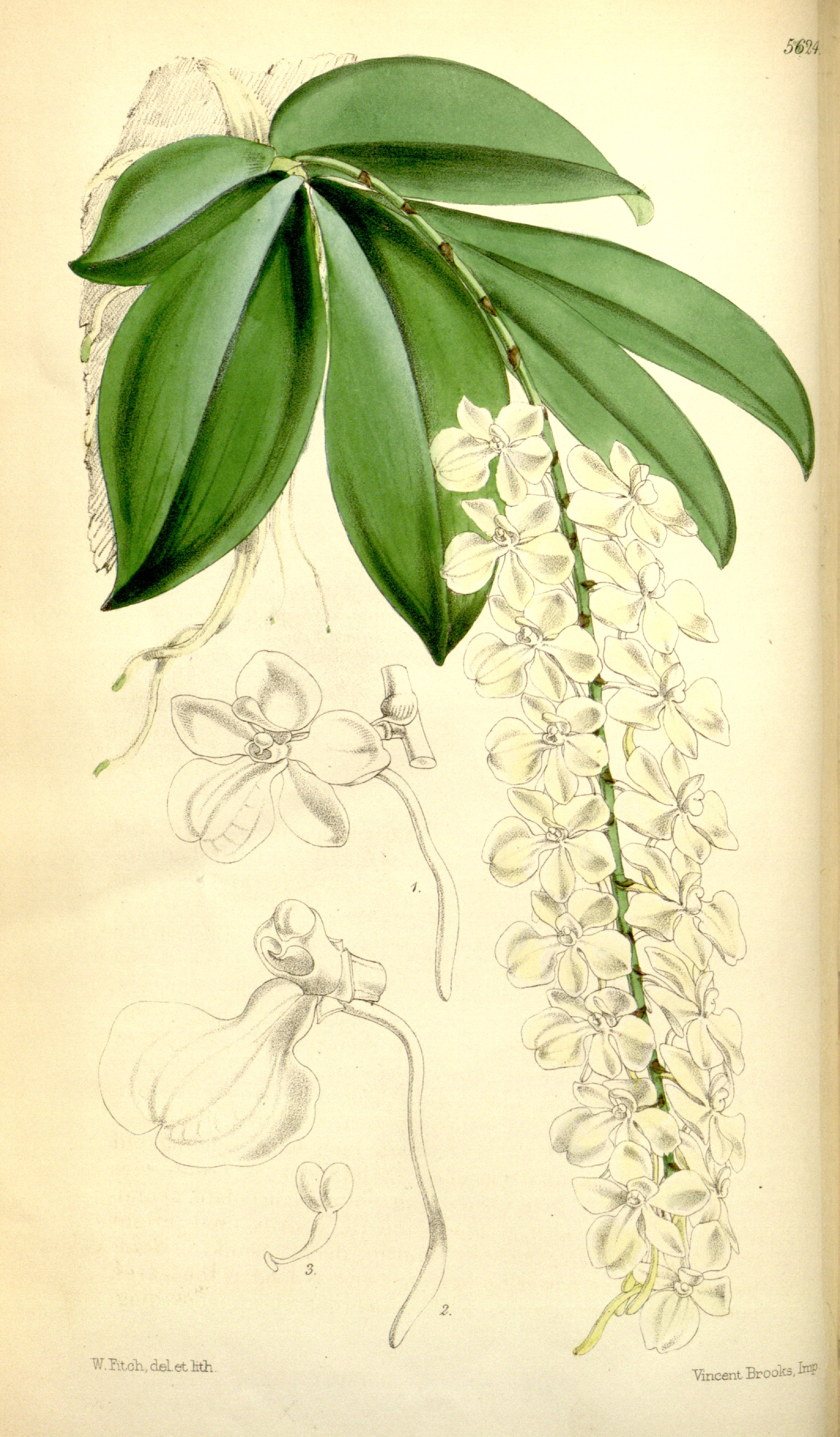